# Fampoux
Fampoux é uma comuna francesa na região administrativa de Altos da França, no departamento de Pas-de-Calais. Estende-se por uma área de 8,64 km². Em 2010 a comuna tinha 1 218 habitantes (densidade: 141 hab./km²).